# Liriomyza fasciola
Liriomyza fasciola är en tvåvingeart som först beskrevs av Johann Wilhelm Meigen 1838.  Liriomyza fasciola ingår i släktet Liriomyza och familjen minerarflugor. Inga underarter finns listade i Catalogue of Life.